# Dysgenezja gonad
Dysgenezja gonad (łac. dysgenesis gonadum, ang. gonadal dysgenesis) –  rzadka wada rozwojowa i termin określający stan, w którym osobnik ma nieprawidłowo ukształtowaną gonadę.
Dysgenezja jąder występuje w zespole Klinefeltera, w którym osobnik o cechach męskich ma kariotyp 47,XXY. Wadliwy rozwój jajników charakteryzuje zespół Turnera. W tym przypadku osobnik o cechach żeńskich ma tylko jeden chromosom X (kariotyp 45,XO).
Wyróżnia się również mieszaną dysgenezję gonad jako odmianę obojnactwa męskiego. Czasami takie przypadki określane są jako asymetryczna dysgenezja gonad. W mieszanej dysgenezji gonad oprócz stwierdzenia dysgenetycznego jądra stwierdza się aplastyczną gonadę.
Rozróżnia się następujące odmiany asymetrycznej dysgenezji gonad:
- jedno jądro jest dysgenetyczne a druga gonada jest:
  - gonadą aplastyczną (mieszana dysgenezja gonad)
  - gonadą całkowicie zmienioną przez nowotwór
  - stwierdza się całkowity brak drugiej gonady.